# Sheme Kosova
Sheme Kosova (ur. 24 marca 1949 we wsi Lamas k. Beratu) – albański generał, szef sztabu armii albańskiej (1994–1997). 

## Życiorys
W 1967 ukończył szkołę pedagogiczną. Pracował jako nauczyciel w szkole, ale w 1969 rozpoczął studia w szkole wywiadu. Po ukończeniu szkoły odbył kurs spadochroniarski i otrzymał uprawnienia instruktorskie. W latach 1979–1981 kształcił się w Akademii Wojskowej Skenderbej w Tiranie. Pracował w wydziale wywiadu sztabu generalnego Albanii. W 1981 objął stanowisko szefa sztabu brygady, a w 1991 szefa sztabu dywizji. 
Po upadku komunizmu wyjechał do Turcji, gdzie odbył specjalizację dla oficerów sztabowych. W 1992 objął stanowisko dyrektora wydziału operacyjnego armii albańskiej. W czerwcu 1994 otrzymał awans na stopień generalski i objął stanowisko szefa sztabu generalnego Albańskich Sił Zbrojnych. Był współodpowiedzialny za czystki w albańskiej kadrze oficerskiej. Po posiedzeniu Najwyższej Rady Obrony 2 marca 1997 w okresie kryzysu piramidowego Sheme Kosova stracił swoje stanowisko. Prezydent Sali Berisha oskarżył go o niekompetencję i niezdolność do obrony baz wojskowych przed atakami uzbrojonych cywilnych band. Sam generał przyznawał, że podał się do dymisji bo nie zgadzał się na wprowadzenie stanu wyjątkowego; w tym samym roku przeszedł w stan spoczynku.